# Garegin
Garegin (in alfabeto armeno: Գարեգին) è un nome proprio di persona armeno maschile.

## Varianti
- Maschili: Գարեգին (Karekin)[1][2]
  - Ipocoristici: Գարեն (Garen, Karen)[1][2]

## Origine e diffusione
Si tratta di un antico nome armeno dal significato ignoto, che è stato portato da due Catholicos di tutti gli Armeni.
In alfabeto armeno è scritto Գարեգին; la pronuncia (e quindi la trascrizione in caratteri latini) cambia a seconda del dialetto, viene utilizzata Garegin in armeno orientale e Karekin in armeno occidentale.

## Onomastico
Non esistono santi che portano questo nome, quindi è adespota. L'onomastico può essere festeggiato in occasione di Ognissanti, il 1º novembre.

## Persone

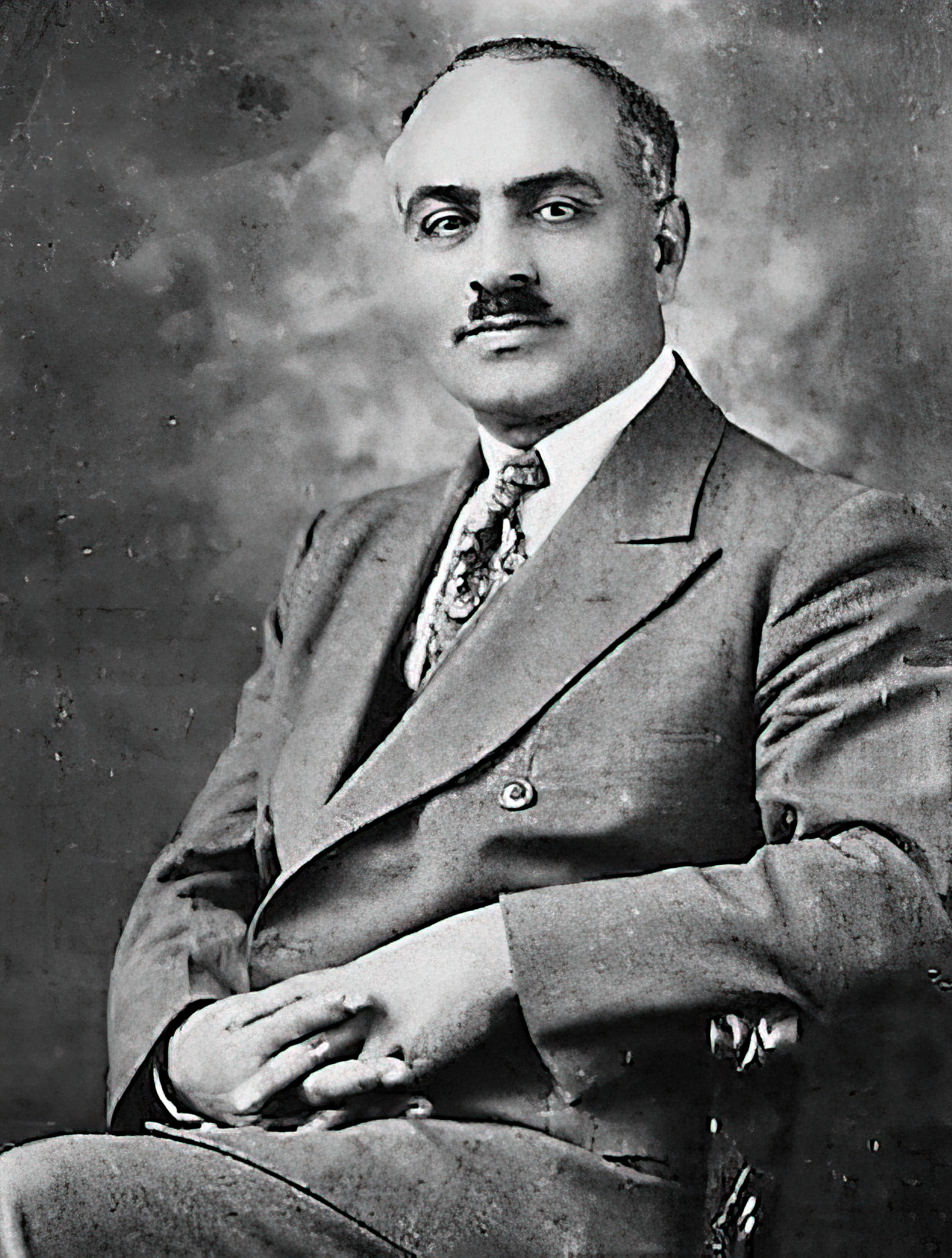
Garegin Njdeh

- Garegin Njdeh, patriota e generale armeno che comandò l'Armenische Legion delle Waffen-SS durante la seconda guerra mondiale

### Variante Karekin
- Karekin I,  Catholicos di tutti gli Armeni dal 1994 al 1999 (precedentemente Catholicos di Cilicia dal 1983 al 1995 con il nome di Karekin II )
- Karekin II, Catholicos di tutti gli Armeni dal 1999

### Variante Karen
- Karen Asrian, scacchista armeno
- Karen Baburyan, politico armeno
- Karen Israyelyan, calciatore armeno
- Karen Chačanov, tennista russo
- Karen Georgievič Šachnazarov, regista e attore russo